# Belize nos Jogos Pan-Americanos de 1983
Belize competiu nos Jogos Pan-Americanos de 1983 em Caracas, Venezuela, de 14 a 29 de agosto de 1983. Conquistou uma medalha nesta edição de bronze no softbol, na qual é a ultima medalhas conquistada até hoje.